# Бантенг
Банте́нг (Bos javanicus) — дикий представник роду справжніх биків, поширений в Індокитаї, на півострові Малакка, на островах Калімантан, Суматра, Ява, Балі.
Тіло без хвоста завдовжки 2 м, у холці заввишки 1,5 м. Живе в лісах, живиться переважно пагонами дерев і чагарників. Свійські форми, що походять від бантенга, відомі під назвою балійської худоби.